# Lockington (East Riding of Yorkshire)
Lockington is een civil parish in het bestuurlijke gebied East Riding of Yorkshire, in het Engelse graafschap East Riding of Yorkshire met 524 inwoners.